# Macroplax preyssleri

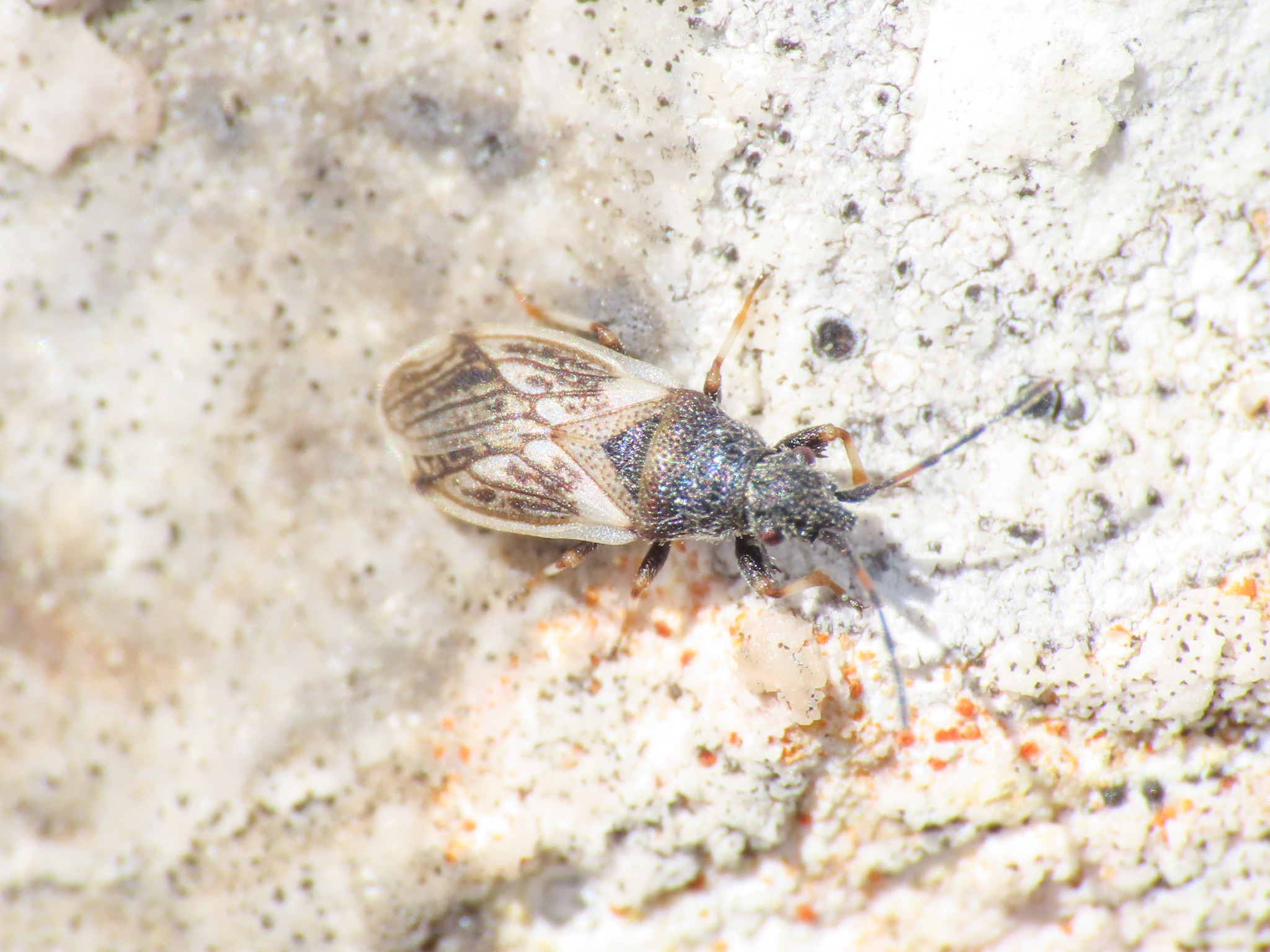

Macroplax preyssleri är en insektsart som först beskrevs av Franz Xaver Fieber 1837.  Macroplax preyssleri ingår i släktet Macroplax, och familjen fröskinnbaggar. Enligt den finländska rödlistan är arten sårbar i Finland. Arten är reproducerande i Sverige. Artens livsmiljö är torra gräsmarker.